# Karby Sogn
 For alternative betydninger, se Karby Sogn (Sydslesvig). (Se også artikler, som begynder med Karby Sogn (Sydslesvig))
Karby Sogn er et sogn i Morsø Provsti (Aalborg Stift).
I 1800-tallet var Hvidbjerg Sogn og Redsted Sogn annekser til Karby Sogn. Alle 3 sogne hørte til Morsø Sønder Herred i Thisted Amt. Karby-Hvidbjerg-Redsted sognekommune blev ved kommunalreformen i 1970 indlemmet i Morsø Kommune.
I Karby Sogn ligger Karby Kirke.
I sognet findes følgende autoriserede stednavne:
- Karby (bebyggelse, ejerlav)
- Karby Mark (bebyggelse)
- Karby Odde (areal)
- Kibshede (bebyggelse)
- Mågerodde (areal)
- Nees (bebyggelse, ejerlav)
- Nees Vig (areal)
- Nees Øre (areal)
- Torp (bebyggelse, ejerlav)
- Tusbjerg (bebyggelse)
- Ørndrup Mark (bebyggelse)
- Årbjerg (bebyggelse)